# Reese Witherspoon
Laura Jeanne Reese Witherspoon (ur. 22 marca 1976 w Nowym Orleanie) – amerykańska aktorka, laureatka Oscara za rolę June Carter w Spacerze po linie. Zagrała w wielu gatunkach filmowych, ale najbardziej znana jest z komedii romantycznych, w których często przedstawia urocze, ale zdecydowane postacie. W 2006 i 2015 znalazła się na liście 100. najbardziej wpływowych ludzi na świecie ogłoszonej przez „Time”, a w 2019 „Forbes” wymienił ją wśród 100. najpotężniejszych kobiet na świecie.

## Życiorys

### Wczesne lata
Urodziła się w Ochsner Baptist Medical Center w Baton Rouge w stanie Luizjana, podczas gdy jej ojciec, chirurg dr John Draper Witherspoon, był studentem szkoły medycznej przy Tulane University; urodził się w Georgii i służył jako porucznik w rezerwie United States Army Reserve do 2012 i prowadził prywatną praktykę jako otolaryngolog. Jej matka, dr Mary Elizabeth „Betty” Witherspoon (z domu Reese), pochodziła z Harriman w Tennessee, uzyskała łącznie trzy stopnie naukowe, w tym stopień naukowy doktora i profesora pielęgniarstwa na Uniwersytecie Vanderbilt. Witherspoon to potomkini w linii prostej Johna Witherspoona, który podpisał Deklarację Niepodległości Stanów Zjednoczonych jako przedstawiciel New Jersey i jedyny duchowny. Jej starszy brat John Draper podjął pracę jako agent nieruchomości.
W wieku siedmiu lat zaczęła pracować jako dziecięca modelka na Głębokim Południu. Wychowywała się w wierze kościoła episkopalnego w Nashville, gdzie uczęszczała do prywatnej szkoły dla dziewcząt Harpeth Hall. Po ukończeniu szkoły średniej przez rok studiowała na wydziale literatury angielskiej na Uniwersytecie Stanforda w Kalifornii, po czym udała się do Los Angeles, gdzie rozpoczęła karierę aktorską.

### Kariera

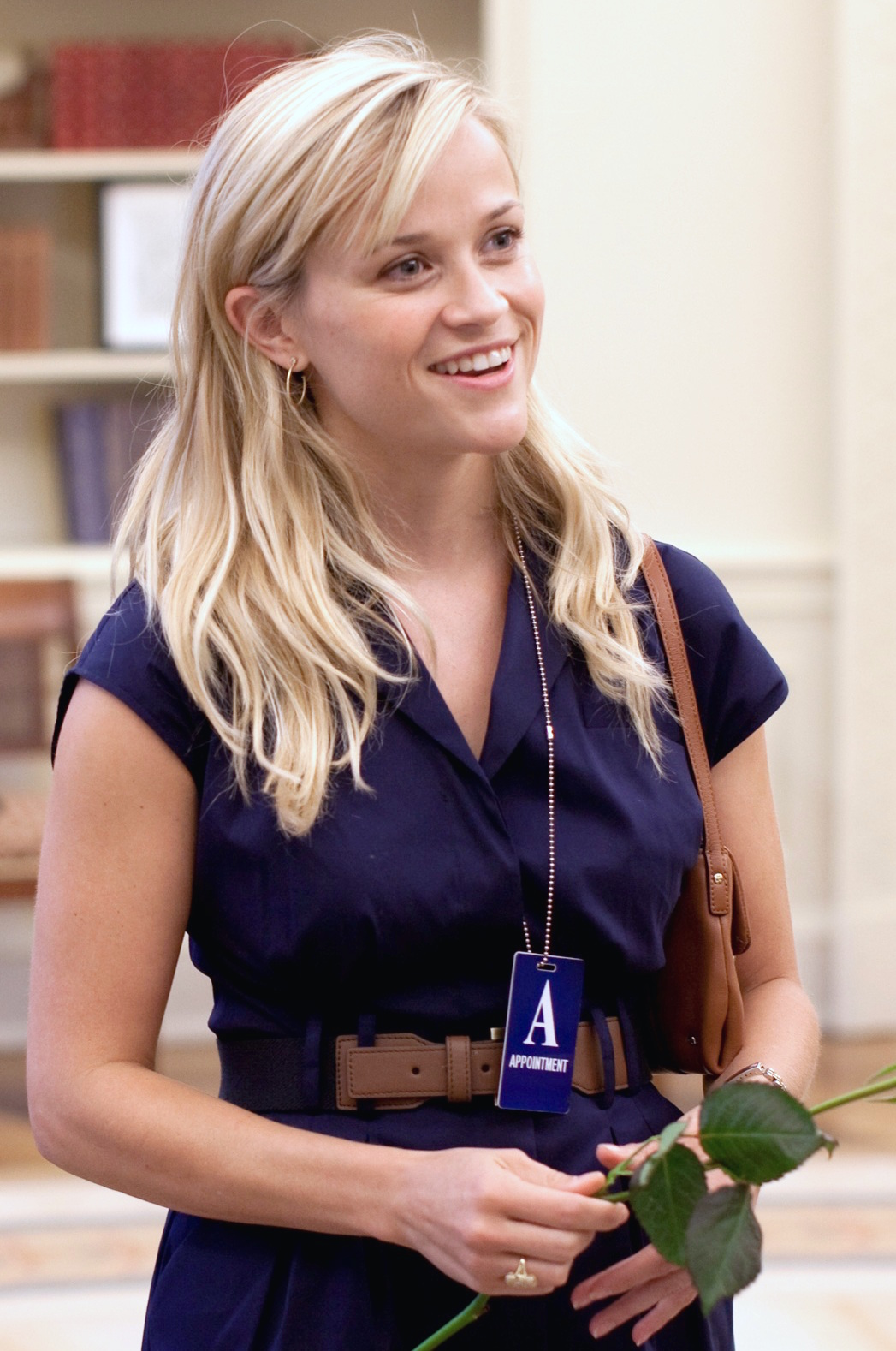
Reese Witherspoon w Gabinecie Owalnym, 2009

Przed kamerą zadebiutowała jako Ellie Perkins w melodramacie telewizyjnym Dziki kwiat (Wildflower, 1991) w reżyserii Diane Keaton z Beau Bridgesem, Susan Blakely, Williamem McNamarą i Patricią Arquette. Wkrótce powierzono jej rolę Dani w osadzonym w latach 50. filmie Człowiek z księżyca (1991). Rola dziewczyny, która jest zakochana w chłopaku z naprzeciwka, przyniosła jej pierwszą z szeregu nominacji do nagrody Young Artist Award. Kolejną uzyskała za występ w telewizyjnej produkcji sieci NBC – Desperate Choices: To Save My Child (1992).
Jeszcze w szkole średniej wystąpiła w dwóch filmach: Jack Niedźwiadek (1993) oraz w realizowanym dla wytwórni Disneya A Far Off Place (1993); podczas nagrywania tego drugiego musiała spędzić kilka miesięcy na pustyni Kalahari. Po zakończeniu zdjęć do tych filmów Witherspoon otrzymała drugoplanową rolę w serialu realizowanym dla telewizji CBS Return to Lonesome Dove (1993). Później Reese na jakiś czas zrezygnowała z grania i skupiła się na studiowaniu.
Została dostrzeżona jako Wendy Pfister w czarnej komedii Cholerny świat (S.F.W., 1994) u boku Stephena Dorffa. Powróciła do na ekran, wcielając się w postać maltretowanej dziewczyny w dreszczowcu  Jamesa Foleya Lęk (1996) z Markiem Wahlbergem i Spojrzeniu mordercy (1996) z udziałem Kiefera Sutherlanda.
W 1996 odrzuciła propozycję zagrania w horrorze Krzyk, a rok później w Koszmarze minionego lata. Rozważano jej kandydaturę do roli Julii w ekranizacji Romeo i Julia (1996). Jej kariera nabrała szybszego tempa po tym, jak zagrała w dwóch filmach: Półmrok (1998) i Miasteczko Pleasantville (1998). Za główną rolę w Wyborach (1999) otrzymała szereg wyróżnień, między innymi od Narodowego Stowarzyszenia Krytyków Filmowych, a także nominacje do nagród American Comedy Award, Złotego Globu oraz Satelity.

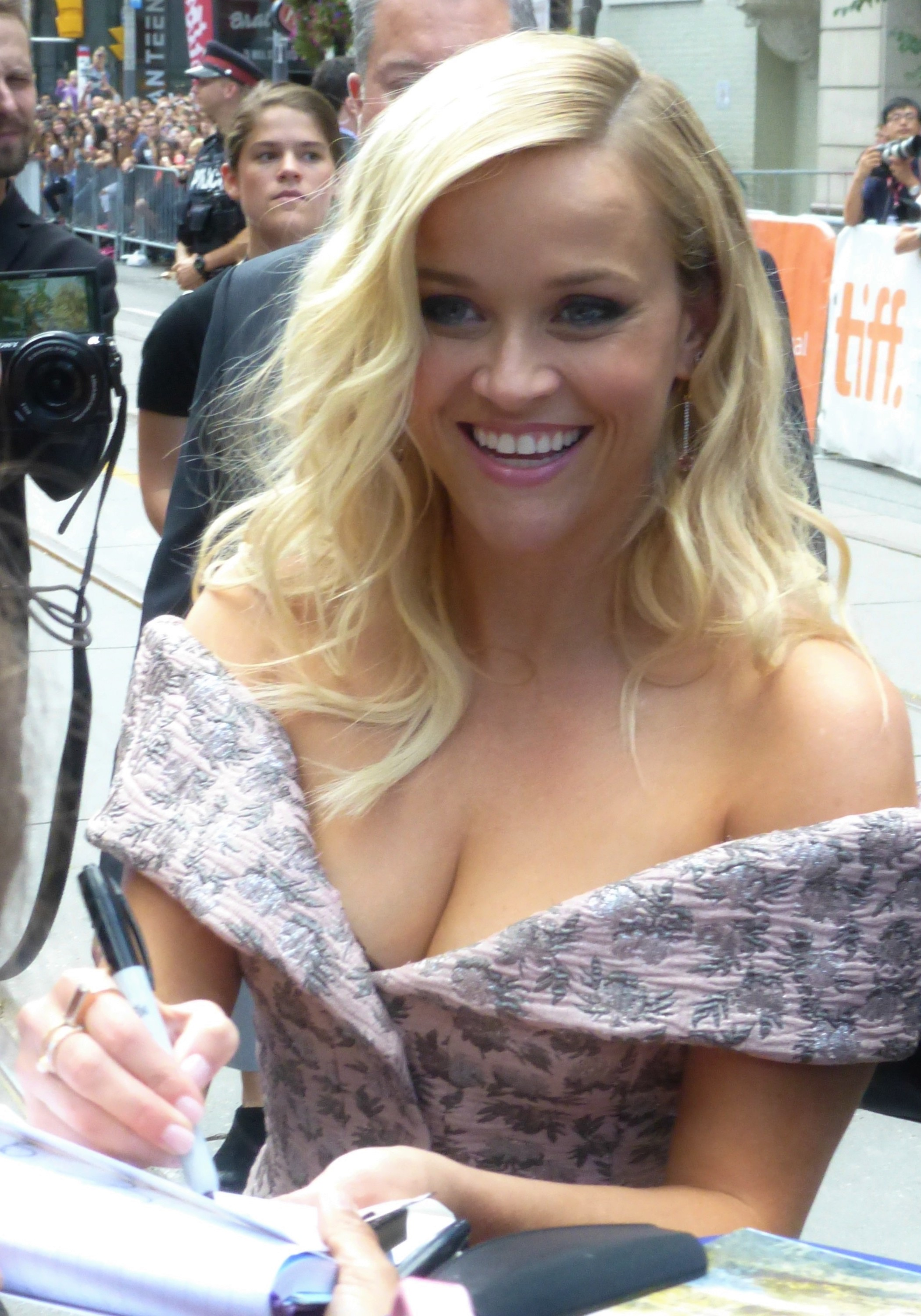
Reese Witherspoon na TIFF (2016)

Wystąpiła gościnnie w dwóch odcinkach sitcomu NBC Przyjaciele (2000) jako Jill Green, siostra Rachel (Jennifer Aniston), za co została uhonorowana kolejną w swojej karierze nominacją do American Comedy Award. Główna rola Elle Woods w komedii romantycznej Legalna blondynka (2001) okazała się dużym komercyjnym sukcesem, a film stał się hitem lata, dlatego producenci postanowili nakręcić dwa sequele – Legalna blondynka 2 i Legalna blondynka 3 (2020).
W 2007 została globalnym ambasadorem marki AVON. Użyczała tym kosmetykom swojego wizerunku, była rzecznikiem marki oraz zasiadała jako honorowy członek w Fundacji AVONU. Fundacja ta i Reese Witherspoon działali wspólnie na rzecz szerzenia informacji na temat programów prowadzonych przez fundację w takich obszarach jak profilaktyka raka piersi, przeciwdziałanie przemocy w rodzinie czy pomoc osobom poszkodowanym w wypadkach losowych. Aktorka udziela się również na rzecz dzieci w zarządzie organizacji Save The Children.

## Życie prywatne
Swojego przyszłego męża, Ryana Phillippe’a, poznała w marcu 1997 na przyjęciu z okazji swoich 21. urodzin. Para zaręczyła się w grudniu 1998. W marcu 1999 publicznie ogłosili swoje plany małżeńskie, a 5 czerwca tego samego roku pobrali się w Charleston w Karolinie Południowej. Mają dwójkę dzieci: córkę Avę (ur. 9 września 1999) i syna Deacona (ur. 23 października 2003). Ich córka Ava otrzymała imię po babci Ryana Phillippe’a, zaś syn po jego dalekim krewnym. Aktorzy uzgodnili między sobą, że zawsze przy dzieciach będzie jeden z rodziców i według tej zasady uzgadniają swoje harmonogramy pracy. Małżonkowie nigdy nie zatrudniali na pełny etat opiekunki do dzieci. 5 października 2007 wzięli rozwód.
28 grudnia 2010 ogłosiła swoje zaręczyny, a 26 marca 2011 wyszła drugi raz za mąż za Jima Totha. Ich syn, Tennessee James Toth, urodził się 27 września 2012. W marcu 2023 wspólnie wydali oświadczenie o rozstaniu, a cztery miesiące później się rozwiedli.

## Filmografia

### Filmy fabularne
- 1991: Dziki kwiat (Wildflower) jako Ellie Perkins
- 1991: Człowiek z księżyca (The Man in the Moon) jako Danielle 'Dani' Trant
- 1992: Desperate Choices: To Save My Child jako Cassie Robbins
- 1993: Jack Niedźwiadek (Jack the Bear) jako Karen Morris
- 1993: W sercu Afryki (A Far Off Place) jako Nonnie Parker
- 1994: Cholerny świat (S.F.W.) jako Wendy Pfister
- 1996: Strach (Fear) jako Nicole Walker
- 1996: Spojrzenie mordercy (Freeway) jako Vanessa
- 1998: Półmrok (Twilight) jako Mel Ames
- 1998: Miasteczko Pleasantville (Pleasantville) jako Jennifer / Mary Sue Parker
- 1998: Pechowa przesyłka (Overnight Delivery) jako Ivy Miller
- 1999: Spisek doskonały (Best Laid Plans) jako Lissa
- 1999: Szkoła uwodzenia (Cruel Intentions) jako Annette Hargrove
- 1999: Wybory (Election) jako Tracy Flick
- 2000: American Psycho jako Evelyn Williams
- 2000: Mały Nicky (Little Nicky) jako Holly
- 2001: Łabędzie nutki (The Trumpet of the Swan) jako Serena (głos)
- 2001: Legalna blondynka (Legally Blonde) jako Elle Woods
- 2002: Dziewczyna z Alabamy (Sweet Home Alabama) jako Melanie Carmichael
- 2002: Bądźmy poważni na serio (The Importance of Being Earnest) jako Cecily Cardew
- 2003: Legalna blondynka 2 (Legally Blonde 2: Red, White & Blonde) jako Elle Woods
- 2004: Vanity Fair. Targowisko próżności (Vanity Fair) jako Becky Sharp
- 2005: Spacer po linie (Walk the Line) jako June Carter
- 2005: Jak w niebie (Just Like Heaven) jako Elizabeth Masterson
- 2006: Penelope jako Annie
- 2007: Transfer (Rendition) jako Isabella Fields El-Ibrahimi
- 2008: Cztery Gwiazdki (Four Christmases) jako Kate
- 2009: Potwory kontra Obcy (Monsters vs. Aliens) jako Olbrzymka Susan Murphy (głos)
- 2010: Skąd wiesz? (How Do You Know) jako Lisa Jorgenson
- 2011: Woda dla słoni (The Water for Elephants) jako Marlena
- 2012: A więc wojna (This Means War) jako Lauren
- 2012: Uciekinier (Mud) jako Juniper
- 2013: Diabelska przełęcz (Devil’s Knot) jako Pam Hobbs
- 2014: 9 Kisses jako dziewczyna na przyjęciu kostiumowym
- 2014: W dobrej wierze (The Good Lie) jako Carrie Davis
- 2014: Dzika droga (Wild) jako Cheryl Strayed
- 2014: Wada ukryta (Inherent Vice) jako prokurator Penny Kimball
- 2015: Gorący pościg (Hot Pursuit) jako Cooper
- 2016: Sing jako Rosita (głos)
- 2017: Gunter Kinder-Niania jako Rosita (głos)
- 2017: Home Again jako Alice Kinney
- 2018: Pułapka czasu (A Wrinkle in Time) jako pani ŻeCoProszę
- 2020: Legalna blondynka 3 (Legally blonde 3) jako Elle Woods
- 2023: U ciebie czy u mnie? (Your Place or Mine) jako Debbie
- 2025: Serdecznie zapraszamy (You’re Cordially Invited) jako Margot

### Seriale telewizyjne
- 1993: Powrót nad Brazos (Return to Lonesome Dove) jako Ferris Dunnigan
- 2000: Bobby kontra wapniaki (King of the Hill) jako Debbie (głos)
- 2000: Przyjaciele (Friends) jako Jill Green
- 2002: Simpsonowie (The Simpsons) jako Greta Wolfecastle (głos)
- 2015: Muppety (The Muppets) jako Reese Witherspoon
- 2015: Nature Is Speaking jako Home (głos)
- od 2017: Wielkie kłamstewka (Big Little Lies) jako Madeline Martha Mackenzie
- od 2019: The Morning Show jako Bradley Jackson

### Producent
- 2003: Legalna blondynka 2 (producent wykonawczy)
- 2006: Penelope (producent)
- 2008: Cztery Gwiazdki (producent)
- 2017: Wielkie kłamstewka (producent)
- 2022: Gdzie śpiewają raki (producent)

## Nagrody i nominacje
- 1993: Desperate Choices: To Save My Child – (nominacja) Young Artist Award najlepsza aktorka w filmie telewizyjnym
- 1999: Miasteczko Pleasantville – Young Artist Award najlepsza aktorka
- 2000: Wybory – (nominacja) Złoty Glob najlepsza aktorka w musicalu lub komedii
- 2000: Wybory – Nagroda dziennikarzy najlepsza aktorka
- 2002: Legalna blondynka – MTV Movie Awards najlepsza aktorka komediowa
- 2002: Legalna blondynka – (nominacja) MTV Movie Awards najlepsza rola kobieca
- 2002: Legalna blondynka – (nominacja) Złoty Glob najlepsza aktorka w musicalu lub komedii
- 2003: Dziewczyna z Alabamy – (nominacja) MTV Movie Awards najlepsza aktorka
- 2003: Dziewczyna z Alabamy – Teen Choice Awards Ulubiony pocałunek z Josh Lucas
- 2003: Dziewczyna z Alabamy – (nominacja) Teen Choice Awards Ulubiona aktorka komedii
- 2005: Spacer po linie – (nominacja) MTV Movie Award najlepsza aktorka
- 2006: Spacer po linie – BAFTA najlepsza aktorka
- 2006: Spacer po linie – Oscar najlepsza aktorka
- 2006: Spacer po linie – Złoty Glob najlepsza aktorka w musicalu lub komedii